# جوني يورجنسن
جوني يورجنسن (بالإنجليزية: Johnny Jorgensen)‏ مواليد 28 ديسمبر 1921 - الوفاة 19 يناير 1973، كان لاعب كرة سلة أمريكي. بدأ مسيرته الاحترافية في سنة 1947. بلغ طوله 6 قدم 2 بوصة (1.9 م). اعتزل اللعب في 1949.

## المسيرة الاحترافية
لعب مع شيكاغو ستايغس في موسم 1947–1948، ثم لعب مع بالتيمور باليتس في موسم 1947–1948، ثم لعب مع لوس أنجلوس ليكرز في موسم 1948–1949.

## روابط خارجية
- جوني يورجنسن على موقع إن بي أي (الإنجليزية)
- جوني يورجنسن على موقع سبورتس رفرنس (الإنجليزية)
- جوني يورجنسن على موقع ريلجم (الإنجليزية)
- جوني يورجنسن على موقع بروبوليرز (الإنجليزية)
- جوني يورجنسن على موقع سبورتس رفرنس (الإنجليزية)